# پارتی‌نکست‌دور
جاهرون آنتونی براتوایت (به انگلیسی: Jahron Anthony Brathwaite؛ زادهٔ ۳ ژوئیهٔ ۱۹۹۳) که به‌طور حرفه‌ای با نام پارتی‌نکست‌دور (انگلیسی: PartyNextDoor) شناخته می‌شود، خواننده-ترانه‌پرداز، رپر و تهیه‌کنندهٔ موسیقی کانادایی می‌باشد. او اولین هنرمندی بود که در سال ۲۰۱۳ با شرکت ضبط موسیقی اووو ساند متعلق به دریک، که زیرمجموعه وارنر رکوردز است، قرارداد بست. میکس‌تیپ نخست او که به نام خودش بود، در ژوئیه همان سال از سوی این ناشر منتشر گردید و با استقبال منتقدان روبرو شد.